# Casus foederis
Casus foederis es una expresión latina que significa «motivo de la alianza». En la terminología diplomática, describe la situación en la cual intervendrán los miembros de una alianza (por ejemplo, «cuando una nación aliada sea atacada por una enemiga»).

## Historia
En 1879, Perú no declaró el casus fœderis por la ocupación chilena de la entonces ciudad boliviana de Antofagasta, tal como estaba acordado en el Tratado de Alianza Defensiva firmado ente Perú y Bolivia en 1873. El presidente Mariano Ignacio Prado señaló que el Congreso que se reuniría el 24 de abril de ese año definiría si Perú cumpliría o no con el mencionado tratado. En este caso, Perú se involucró en la guerra contra Chile por la declaración de guerra formulada por este país el 5 de abril de 1879, tras la negativa peruana a permanecer neutral. 
En la Primera Guerra Mundial, los tratados entre Italia, el Imperio austrohúngaro y Rumania, que exigían a Italia y Rumania que acudieran en ayuda de Austria si esta era atacada por otra nación, no fueron honrados ni por Italia ni por Rumania porque, como escribió Winston Churchill, «no había surgido el casus fœderis», pues los ataques contra Austria no habían sido «no provocados».